# 歌舞伎町ホストクラブ協力会
歌舞伎町ホストクラブ協力会（かぶきちょうホストクラブきょうりょくかい、英語名:"Shinjuku Host Association",略称:SHA ）は、新宿歌舞伎町のホストクラブ数店舗から組織されるホストたちの組合。2007年2月に正式に発足。発足の際、新宿警察７階講堂にて新宿署長などが集まり、記者会見が開かれてNHKで放送された。
初代会長は愛田観光株式会社社長愛田武が務めた。2007年4月からは北条雄一が二代目として努め、現在に至る。

## 概要
2009年、3月現在の組合加盟店舗は17店舗。加盟店は新宿警察署指導のもと、東京都の条例に基づいて営業を行なっている。
新宿警察署の生活安全課主体の歌舞伎町のゴミ拾いや清掃活動への参加、歌舞伎町振興組合との合同の不正キャッチやぼったくり防止のパトロールなど定期的に地域と協力した活動を行なっている。
今はもう崩壊している

## 沿革
- 2006年10月 - 新宿歌舞伎町ホストクラブ協会（略称SHA）として仮発足。暴力団に対する「みかじめ料不払い宣言」を公表[2][3] 。
- 2007年2月 - 歌舞伎町ホストクラブ協力会として正式に発足
- 2007年5月 - 地域パトロールのボランティア活動開始
- 2008年2月 - 東京マラソンに警備ボランティアとして参加

現在は組合は廃止している。

## 事業内容
新宿警察署の生活安全課および組織犯罪対策課を含め「歌舞伎町振興組合」および「歌舞伎町よくしよう委員会」等とのボランティア活動  
- 風適法および地域条例に違反する営業店舗撲滅協力および違反店舗へのクレーム応対。
- 路上キャッチ及びスカウト行為の抑止協力
- ボッタクリおよび客引き行為禁止運動
- 違反店舗の取り締まり活動
- 地域条例改正集会など参加
- 毎週3回、地域住民との防犯パトロール
- 青少年犯罪防止
- 家出人捜索協力
- メディアからのホストクラブ取材等応対受付